# Piencourt
Piencourt – miejscowość i gmina we Francji, w regionie Normandia, w departamencie Eure.
Według danych na rok 1990 gminę zamieszkiwało 156 osób, a gęstość zaludnienia wynosiła 18 osób/km² (wśród 1421 gmin Górnej Normandii Piencourt plasuje się na 743 miejscu pod względem liczby ludności, natomiast pod względem powierzchni na miejscu 424).